# Le Refuge
Le Refuge es una ONG francesa fundada en 2003 cuyo objetivo es ofrecer alojamiento temporal y sostener a jóvenes adultos, las víctimas más vulnerables de la homofobia y la transfobia, especialmente en el contexto de la unidad familiar.
La sede de la asociación está en Montpellier y posee seis otras delegaciones en otras ciudades francesas.

## Actividades
El objetivo principal de Le Refuge es acoger a jóvenes adultos entre los 18 y los 25 años, hombres y mujeres, víctimas de la homofobia y la transfobia, para ofrecerles acompañamiento social, médico y psicológico. Le Refuge también puede acoger a menores de 15 a 18 años bajo tutela del juez de menores. Además, ofrece su mediación a los jóvenes que lo desean para reconducir su relación con la familia. Todos los años, la asociación recoge a 300 personas en su seno en las localidades de acogimiento de día y en los apartamentos satélite.
Desde el 16 de mayo de 2012, la asociación entrega, junto con el Instituto Randstad, el primer premio nacional de apoyo a las iniciativas de lucha contra la homofobia y la transfobia. En 2012, el jurado estuvo presidido por Jean-Luc Romero y el premio fue entregado a dos asociaciones: Destination 2055 y Unité Urbaine. En 2013, el jurado estuvo presidido por Anne Hidalgo, primera adjunto al alcalde de París.
Le Refuge realiza campañas de información con la intención de informar al gran público, con la ayuda de la agencia de comunicaciones Tand'M. Así, la asociación lleva una campaña de lucha contra la homofobia y la transfobia, en colaboración con gobiernos locales, la sociedad Decaux y varias cadenas de televisión francesas.
La organización firmó en 2010 un acuerdo con las autoridades escolares de Montpellier, para realizar actividades en el medio escolar y en la formación del personal educativo. Desde el 13 de junio de 2012, Le Refuge se ha convertido en la asociación de referencia de la Dirección de la protección judicial de la juventud de Francia (DPJJ) para la elaboración y realización de actividades para la lucha contra las discriminaciones a causa de la identidad sexual y de género. Le Refuge también se implica, junto con la DPJJ, en la intervención de menores bajo protección judicial, en estrecho contacto con la Escuela nacional de protección judicial de la juventud.
El Ministerio del Interior publicó un decreto reconociendo la semana del 13 al 19 de mayo de 2013, como «semana nacional de La Refuge», las primeras jornadas nacionales contra la homofobia en Francia. Durante la semana se organizaron conferencias en todo el territorio francés, incluyendo una en el Senado, iniciada por la ministra Dominique Bertinotti, el 17 de mayo de 2013
Confrontada con un aumento preocupante de las peticiones de ayuda tras el comienzo de las protestas de oposición al matrimonio homosexual en Francia, la asociación fue al primera que desde septiembre de 2012 señaló el aumento de la homofobia y sus consecuencias entre los más jóvenes.

## Estructura y organización
Le Refuge es una asociación según la ley francesa de 1901, reconocida por el Estado desde el 1 de enero de 2007 en todo el territorio francés. La asociación ha sido reconocida de utilidad pública por decreto el 16 de agosto de 2007, reconociéndose así oficialmente el carácter esencial de apoyo que Le Refuge aporta a los jóvenes homosexuales y transexuales rechazados por su entorno y ratificando la dimensión nacional de la lucha contra la homofobia.
Está dirigida por un consejo de administración compuesto por 12 miembros, elegidos por tres años. Desde su creación en 2003, Le Refuge ha estado presidida por Nicolas Noguier, mientras que su director general es Frédéric Gal.
Además de la central en Montpellier, existen siete delegaciones operativas que gestionan albergues temporales y de apoyo social y psicológico en París, Montpellier, Lyon, Marsella, Tolosa de Lenguadoc, Lille y Saint-Denis (Reunión) y cinco antenas en Narbona, Aviñón, Perpiñán, Burdeos y Bastia.
Los siete delegados regionales son nombrados por el consejo de administración:
- Clio Léonard, delegado en París (Isla de Francia),
- Carole Vincent, delegado en Lyon (Ródano-Alpes),
- Thierry Kssis, delegado en Marsella (Provenza-Alpes-Costa Azul),
- Serge Perrody, delegado en Tolosa de Lenguadoc (Mediodía-Pirineos),
- Gaétan Delgehier, delegado en Lille (Norte-Paso de Calais),
- Stéphane Ducamp, delegado en Saint-Denis (Reunión),
- Frédéric Gal, delegado en Montpellier (Languedoc-Rosellón).[14]